# Qui pro quo
Der Ausdruck Qui pro quo bezeichnet eine Verwechslung von Personen, beispielsweise als spannungsgebendes Element in einem Schauspiel, und spielt auf einen Schreibfehler an („qui“ anstatt „quo“). Der Begriff bezeichnet allerdings nicht nur die Verwechslung selbst, sondern auch die Situation, die daraus entstehen kann.
Qui pro quo sollte nicht mit dem Rechtsgrundsatz Quid pro quo verwechselt werden. Letzterer entspricht dem ökonomischen Prinzip, dass eine Person, die etwas einsetzt (gibt), dafür eine angemessene Gegenleistung erhalten soll. Vergleichbare Bedeutung haben die ebenfalls lateinischen Sprichwörter manus manum lavat („Eine Hand wäscht die andere“) und do ut des („Ich gebe, damit du gibst“).